# Valérie Gomez-Bassac
Valérie Gomez-Bassac (ur. 16 lipca 1969 r. w Valenciennes)  – francuska polityk reprezentująca partię La République En Marche! W wyborach parlamentarnych w czerwcu 2017 r. została wybrana do francuskiego Zgromadzenia Narodowego, w którym reprezentuje departament Var.